# Escurquela
Escurquela est une freguesia de la concelho de Sernancelhe situé dans le district de Viseu au Portugal.